# Roman Kosecki
Roman Jacek Kosecki est un footballeur polonais né le 18 février 1965 à Piaseczno. 
Son fils, Jakub Kosecki, est également footballeur au Legia Varsovie.

## Biographie
Dans sa carrière de club, Kosecki a joué pour Gwardia Varsovie, Legia Varsovie, Galatasaray, Osasuna, Atlético Madrid, Nantes, Montpellier, Chicago Fire. 
Il a terminé sa carrière aux MLS. 
Kosecki a marqué le premier but pour Chicago Fire de l'histoire dans une victoire de 2-0. Kosecki a joué deux saisons en MLS, marquant 12 buts et 19 passes décisives en ligue, avant la retraite.

## Palmarès
- 69 sélections et 19 buts avec l'équipe de Pologne entre 1988 et 1995[1].